# پیراتس آف د سی
پیراتس آف د سی (به انگلیسی: Pirates of the Sea) گروه موسیقی لتونیایی است.
آن ها در مسابقه آواز یوروویژن ۲۰۰۸ نماینده لتونی بودند.